# Пирстаун
Пирстаун (англ. Piercetown; ирл. Baile an Phiarsaigh) — деревня в Ирландии, находится в графстве Уэксфорд (провинция Ленстер).

## Демография
Население — 528 человек (по переписи 2006 года). В 2002 году население составляло 471 человек.
Данные переписи 2006 года:
| Общие демографические показатели |               |                               |                               |      |      |
| Всё население                    | Всё население | Изменения населения 2002—2006 | Изменения населения 2002—2006 | 2006 | 2006 |
| 2002                             | 2006          | чел.                          | %                             | муж. | жен. |
| 471                              | 528           | 57                            | 12,1                          | 262  | 266  |